# Пламен Легкоступ
Пламен Легкоступ е български художник и учен, автор на различни трудове в сферата на изобразителното изкуство и педагогиката. Ректор на Великотърновския университет (2007 – 2015).

## Биография
Началното и основното си образование завършва в Математическата гимназия във Велико Търново. През 1983 г. завършва висшето си образование във Факултета по изобразително изкуство на Великотърновския университет със специалност Графика. Владее 2 чужди езика – руски и английски. 
От 1990 до 1995 г. е председател на синдикалната организация на Педагогическия факултет, от 1991 г. е член на Академичния съвет на ВТУ, от 1995 до 1999 г. е заместник-декан по учебната дейност на Педагогическия факултет, от 1999 г. е декан на Педагогическия факултет, от 2001 до 2003 г. е ръководител на катедра „Историческо и практическо богословие“ в Православния богословски факултет, от 17 май 2007 г. до 17 май 2015 г. два мандата е ректор на Великотърновския университет.
През 2003 г. става общински съветник от листата на СДС, като през 2007 г. е избран за втори мандат.